# Slingerbulten
Slingerbulten är ett vardagligt namn på en kurvig/slingrig väg.
Exempel på vägar som kallats slingerbulten är länsväg 257. Det finns också en gata med detta namn i Akalla, Stockholm. Slingerbultsleden var en dåtida benämning på den provisoriska Västra Skeppsbron i Stockholm. Den tidigaste omnämningen var gamla riksettan mellan Södertälje och Wårby som även den gick under namnet slingerbulten.
Enligt SAOB har ordet ursprungligen använts för djur som utför slingrande rörelser, som sedan överförts till personer och då också använts bildligt en person som slingrar sig ut ur en situation
Förutom om vägar återfinns namnet på en restaurang vid Stora Nygatan 24 i Gamla Stan i Stockholm. En av figurerna i CS Lewis barnbok Silvertronen kallas Slingerbulten.